# Kendal
Kendal (pronuncia /ˈkɛndəl/), anticamente nota come Kirkby in Kendal o Kirkby Kendal, è una città all'interno del distretto di South Lakeland in Cumbria, Inghilterra.

## Geografia fisica
Si trova a 73 km a sud di Carlisle, sul fiume Kent, e ha una popolazione residente totale di 28 944; ciò la rende il terzo insediamento più grande del Westmorland, dietro Carlisle e Barrow-in-Furness.

## Economia
Storicamente parte della contea del Westmorland, oggi Kendal è nota soprattutto come centro turistico, soprattutto per la sua Kendal Mint Cake, inventata nel XX secolo e considerata la prima barretta energetica, come produttore di tabacco da pipa e tabacco da fiuto. I suoi edifici, in gran parte costruiti con la locale pietra calcarea grigia, hanno valso il soprannome alla città di Auld Grey Town (vecchia città grigia). Nel 2003, Kendal ha ottenuto lo status di Città equa e solidale.

## Amministrazione

### Gemellaggi
- Killarney, dal 2004[6]
- Rinteln, dal 1991[7]